# Interdisciplinary Centre For Advanced Materials Simulation

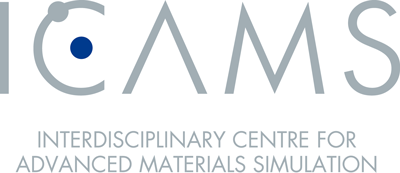
ICAMS Logo

Das Interdisciplinary Centre For Advanced Materials Simulation  (ICAMS) ist eine 2008 an der Ruhr-Universität Bochum 
gegründete Forschungseinrichtung. Ziel des interdisziplinären Instituts ist die Entwicklung
skalenüberbrückender Verfahren für die Computersimulation moderner Werkstoffe und ihr Transfer in
die industrielle Forschung.
Hierzu sollen für die Werkstoffforschung relevante Methoden über alle Längenskalen, von der atomistischen Struktur bis zu makroskopischen Eigenschaften verbunden werden.
ICAMS wurde von einem Industriekonsortium unter Federführung der ThyssenKrupp Steel Europe AG, der Salzgitter Mannesmann Forschung GmbH, der Robert Bosch GmbH, der Bayer MaterialScience AG, der Bayer Technology Services GmbH und der Benteler Stahl/Rohr GmbH, sowie dem Land Nordrhein-Westfalen und der Europäischen Union finanziert. 2014 endete diese Anschubfinanzierung.

## Struktur
Das Zentrum umfasst drei Stiftungslehrstühle:
- Atomistische Modellierung und Simulation
- Skalenübergreifende thermodynamische und kinetische Simulation
- Mikromechanische und makroskopische Modellierung

und die beiden unabhängigen Forschungsgruppen
- High-Performance Computing in Materials Science
- Scale-Bridging Simulation of Functional Composites

Darüber hinaus sind vier an externen Einrichtungen angesiedelte "Advanced Study Groups" in ICAMS eingebunden.
- Modelling (Max-Planck-Institut für Eisenforschung)
- Input Data and Validation (LWW, Ruhr-Universität Bochum)
- Processing and Characterization (IEHK, RWTH Aachen)
- Diffusion and Microstructure Analysis (Institut für Materialphysik, Westfälische Wilhelms-Universität Münster)

Ende 2013 waren etwa 75 Mitarbeiter am Institut tätig.